# Babania
Babania (betont auf dem langen i) ist das rätoromanische Wort im Idiom Vallader für den Dreikönigstag und bezeichnet zugleich das damit verbundene Brauchtum in den Dörfern des Unterengadins im Kanton Graubünden.

## Ardez
In Ardez wird das Fest am ersten Samstag des Januars begangen. Jedes Mädchen des Dorfes lost vormittags einen Jungen aus. Obligatorisch ist, dass unabhängig von persönlichen Sympathien der Tag und der Abend mit diesem Jungen verbracht wird. Höhepunkt ist nach einem festlichen Umzug durch das Dorf der abendliche «bal da la schocca cotschna» (dies in Anspielung auf die dabei getragene weibliche Engadinerfesttracht, deutsch: Ball des roten Rockes), bei dem die Paare bis Mitternacht im Hotel Aurora zur aufgespielten Musik miteinander tanzen.

## Ftan und Sent
In Ftan und Sent gehört es zum Brauch, am 6. Januar die mobilen Gegenstände, die rund ums Haus lagern und nicht aufgeräumt sind, vom Ort des Besitzers fortzutragen und innerhalb des Dorfes zu verstecken (Ftan) bzw. auf dem Dorfplatz aufzuschichten (Sent). Dies wird durch die Dorfjugend besorgt, die dadurch wie in einem Ritual und kraft der Narrenfreiheit, die sie an diesem Tag geniesst, aus Unordnung Ordnung schafft bzw. umgekehrt.   